# Tugán Sójiev
Tugán Taimurázovich Sójiev (en ruso: Туган Таймуразович Сохиев; n. 21 de octubre de 1977 en Vladikavkaz, Osetia de Norte) es un director de orquesta ruso de origen osetio.

## Trayectoria
Efectúa sus estudios musicales al Conservatório de San Petersburgo. Alumno de Yuri Temirkánov y de Iliá Musin, sale diplomado en 2001, habiendo logrado ya (en 2000) el primer premio del tercer Concurso internacional Serguéi Prokófiev. Consigue el puesto de director principal de la Orquesta Sinfónica de Rusia y director artístico de la Orquesta Filarmónica de Osetia del Norte, plazas que ocupa hasta el final de la temporada 2002-2003. Posteriormente ha dirigido las mejores orquestas internacionales, como las Filarmónicas de Londres, de Múnich, de Estocolmo, de Oslo, Orquesta del Concertgebouw de Ámsterdam, Metropolitan Opera, la Orquesta Sinfónica de Chicago, la Orquesta de la Gewandhaus de Leipzig, y las orquestas filarmónicas de Viena y Róterdam.
Sus comienzos son destacados rápidamente y la crítica es particularmente excelente para el primer y tercer conciertos para piano de Serguéi Rajmáninov con Mijaíl Pletniov, en noviembre de 2003, y para El amor de las tres naranjas de Prokófiev en el Festival de Aix-en-Provence, producción que vuelve a dar en el gran Teatro de la ciudad de Luxemburgo en 2005 y en el Teatro Real de Madrid en 2006.
Su colaboración con el Teatro Mariinski comienza con El viaje a Reims, de Gioachino Rossini, en diciembre de 2001. Vuelve en 2002 y 2003 para Eugenio Oneguin de Chaikovski, después en 2004 para la misma ópera, así como El gallo de oro de Rimski-Kórsakov, Iolanta de Chaikovski, Sansón y Dalila de Saint-Saëns. Después colabora regularmente con el Teatro Mariinski.
Tugán Sójiev es invitado igualmente a menudo al frente de la Orquesta Philharmonia, que dirige con éxito por primera vez en agosto de 2002. En la temporada 2003-2004, dirige la Orquesta Nacional del Capitolio de Toulouse y en abril de 2005, es nombrado por la ciudad de Toulouse primer jefe invitado y consejero musical, nombramiento que cumplimenta con una docena de conciertos con la Orquesta del Capitole en la temporada 2005-2006. En junio de 2008, Tugán Sójiev fue nombrado director musical de la Orquesta nacional del Capitole de Toulouse para un periodo inicial de tres años, prorrogado en 2010 hasta 2016.
Es igualmente desde 2012 el jefe principal de la Orquesta Sinfónica Alemana de Berlín, plaza que abandonó en 2016. Es igualmente desde enero de 2014, director musical del Teatro Bolshói, en Moscú.
Su contrato en Toulouse se ha prorrogado hasta 2019, consolidando la relación con la Orquesta nacional del Capitole como una de las más fructíferas del panorama musical europeo actual.

## Discografía
- Prokófiev: Symphonie No. 5, Scythian Suite, Deutsches Symphonie-Orchester Berlin, Sony Classical, Germany 2016, CD.
- Brahms: A Flight through the Orchestra - Brahms Symphony No. 2, Deutsches Symphonie-Orchester Berlin, EuroArts Music International, Germany 2015, DVD/Blue-ray.
- Prokófiev: Ivan the Terrible, Deutsches Symphonie-Orchester Berlin, Sony Classical, Germany 2014, CD.
- Stravinsky: L'oiseau de feu, Le sacre du printemps, Orchestre National du Capitole de Toulouse, Naïve, France 2012, CD.
- Prokófiev: Violin Concerto No. 2, Rachmaninoff: Symphonic Dances, Orchestre National du Capitole de Toulouse, Naïve, France, 2011, CD.
- Mussorgsky/: Pictures at an Exhibition, Tchaikovsky: Symphony No. 4, Orchestre National du Capitole de Toulouse, Naïve, France 2006, CD.
- Prokófiev: Peter and the Wolf, Orchestre National du Capitole de Toulouse, Naïve, France 2007, CD.